# Veliko medvedje jezero
Veliko medvedje jezero (angleško Great Bear Lake, francosko Grand lac de l'Ours) je ledeniško jezero, ki leži na severnem tečajniku na severozahodu Severne Amerike. Z 31.153 km² površine je največje jezero, ki v celoti leži znotraj ozemlja Kanade, četrto največje v Severni Ameriki in osmo največje na svetu.
Je nepravilne oblike z močno členjeno obalo, ki tvori pet glavnih krakov: Dease, McTavish, McVicar, Keith in Smith, ter številnimi otoki. Severni krak, Dease, prečka severni tečajnik. Geološko leži jezero na meji med Notranjo planoto in gorovjem Kanadski ščit, zato so severovzhodne obale strme in skalnate, s številnimi klifi in fjordom podobnimi zalivi, medtem ko je jugozahodni del položnejši. Glavni odtok je Velika medvedja reka na jugozahodu, pomembnejših pritokov pa nima. Občutne razlike med severnimi in južnimi obalami so tudi v poraščenosti: na jugu se razprostirajo obsežni jelovi sestoji in kisla močvirja, na sever pa je skoraj gola tundra. Prst v tem delu sveta je revna, zato reke ne prinašajo veliko hranil, posledično je tudi raznovrstnost življenja v jezeru majhna.

## Zgodovina
Pred prihodom Evropejcev so območje naseljevala domorodna ljudstva iz skupine Denejcev, ki so se tu srečevala in občasno spopadala predvsem na spomladanskem ribolovu v bogatih revirjih na jugu.
Leta 1799 so jezero odkrili raziskovalci v službi podjetja Northwest Fur Company in na jugozahodu, kjer je zdaj naselje Deline, postavili krznarsko postojanko. Jezero so takrat poimenovali po številnih medvedih, ki so jih opažali na tem območju. Na istem kraju je raziskovalec John Franklin postavil zimski štab med svojo raziskovalno odpravo v letih 1825–1827. Konec 19. stoletja so geologi odkrili sledove rudnin. Leta 1930 so prišli rudarji in pričeli kopati srebro ter kobalt v treh rudnikih na vzhodnih obalah, kmalu pa se je izkazalo, da se tu nahaja bogat vir radija, ki je imel takrat velik pomen v medicini. Ruda je bila hkrati bogata z radioaktivnim uranom, ki pa še ni imel vrednosti, zato so ga kot odpadek odmetavali v jezero.
Izkoriščanje rude je zaradi nerentabilnosti ponehalo ob začetku druge svetovne vojne, kmalu po tistem pa je kanadska vlada skrivoma spet odprla rudnike in pričela vleči odpadke z dna, saj so uran pričeli uporabljati za jedrske raziskave. Nekaj urana z območja Velikega medvedjega jezera so uporabili tudi Američani v projektu Manhattan. Uran so kopali do leta 1960, srebro pa znova med leti 1964 in 1982. Ko se je razširilo zavedanje o nevarnosti radija in urana, je postala aktivnost ob Velikem medvedjem jezeru povod za politični in okoljski aktivizem pripadnikov staroselskih ljudstev, ki je leta 1993 vodil do priznanja pravic staroselcev in zaščite širšega območja jezera.